# Шпијунци
Шпијунци је акциона телевизијска комедија креирана од стране Мајкла Купера Керена, Дејвида Геста, Патрика Квина и Тома Рајлса.

## Радња
Док проводе летњи породични одмор код језера, браћа и сестра Томи, Ники и Данијел Фишер открију да су њихови наизглед досадни родитељи заправо смели прерушени шпијуни. Када браћа и сестра схвате да је мисија њихових родитеља угрожена, они оформе тајну снагу, звану Шпијунци, како би им помогли. Хоће ли необучени, смотани Шпијунци успети тамо где су мама и тата оманули?

## Улоге
| Улога                          | Глумац/ица       | Српски глас                                      |
| ------------------------------ | ---------------- | ------------------------------------------------ |
| Ники Фишер                     | Ким Ор Азулај    | Јована Васић                                     |
| Томи Фишер                     | Џонатан Готлиб   | Симеон Циврић (С1-С3) Марко Јакшић (С3-С4)       |
| Данијел Фишер                  | Амит Хехтер      | Иван Павличић                                    |
| Ана Фишер                      | Нати Клугер      | Јована Цавнић                                    |
| Ноа Фишер                      | Коби Мајмон      | Милан Тубић                                      |
| Шон Гудман                     | Јехуда Бухбут    | Милош Ђуричић                                    |
| Ела Гудман                     | Наја Федерман    | Ивона Рамбосек                                   |
| Наоми Гудман                   | Мишал Леви       | Александра Хлишћ                                 |
| Емануел Гудман                 | Гилад Клетер     | Бојан Хлишћ                                      |
| Бен Клугер                     | Тал Мосери       | Милош Дашић (С1Е1-Е9) непознато (С1Е10-надаље)   |
| Софи                           | Еден Сабам       | Марија Стокић                                    |
| Лин                            | Омер Нуделман    | Снежана Нешковић                                 |
| Рон                            |                  | Милан Антонић                                    |
| Адел Симон                     | Меирав Широм     | Милена Моравчевић                                |
| Маја                           | Јувал Грос       | Анђела Џаферовић                                 |
| Дорин Бенедикт                 | Лотус Етрог      | Ања Орељ                                         |
| Ерик Русо                      | Јарон Бровински  | Марко Марковић                                   |
| Еди                            | Џорџ Искандар    | Немања Живковић                                  |
| Ели                            | Рон Кохен        | Марко Ћурчић                                     |
| Џонатан                        | Јонатан Росовски | Марко Ћурчић                                     |
| Министарка заштите околине     | Рути Асарсаи     | Ања Орељ                                         |
| Макс                           | Алекс Крул       | Томаш Сарић                                      |
| Рој Ангел                      | Уди Перси        | Милош Дашић                                      |
| Рецепционерка Сара             | Талија Бар-Шалом | Маријана Живановић                               |
| Шај Кармона                    | Мени             |                                                  |
| Џони                           | Уди Бриндт       | Лако Николић                                     |
| Директор школе                 |                  | Лако Николић                                     |
| Радник хангара                 |                  | Марко Марковић                                   |
| Гил Левински                   |                  | Бранислав Платиша                                |
| Рами                           |                  | Томаш Сарић                                      |
| Гаја                           |                  | Наташа Поповић                                   |
| Емили                          |                  | Ирина Арсенијевић                                |
| Давид                          |                  | Милош Дашић (С1Е1-С4Е8) Бојан Хлишћ (С4Е9-С4Е20) |
| Рут                            |                  | Маријана Живановић                               |
| Дин                            |                  | Виктор Мајер                                     |
| Марко Блум                     |                  | Лако Николић                                     |
| Мија Блум                      |                  | Ана Поповић                                      |
| Гил                            |                  | Немања Живковић                                  |
| Дери                           |                  | Томаш Сарић                                      |
| Ернесто Спивак                 |                  | Александар Глигорић                              |
| Лијам                          |                  | Виктор Влајић                                    |
| Рецепционерка Дина             |                  | Снежана Нешковић                                 |
| Нели Џи                        |                  | Анђела Џаферовић                                 |
| Кети                           |                  | Ивана Тењовић                                    |
| Артур                          |                  | Томаш Сарић                                      |
| Стив                           |                  | Милош Дашић                                      |
| Археолог                       |                  | Бојан Хлишћ                                      |
| Рецепционерка клинике Инфинити |                  | Милена Моравчевић                                |
| Сестра клинике Инфинити        |                  | Ђурђина Радић                                    |
| Елинор                         |                  | Јована Чуровић                                   |
| Бенџи                          |                  | Никола Тодоровић                                 |
| Ари                            |                  | Алекса Станиловић                                |
| Либи                           |                  | Ивана Тењовић                                    |
| ЕКО-ов агент                   |                  | Лако Николић                                     |
| Гај                            |                  | Немања Живковић                                  |
| Леон                           |                  | Немања Живковић Лако Николић (С4Е14-С4Е20)       |
| Фотограф                       |                  | Бојан Хлишћ                                      |
| Новинар                        |                  | Немања Живковић                                  |
| Клара Шнајтер                  |                  | Марија Стокић                                    |